# Kielich wina

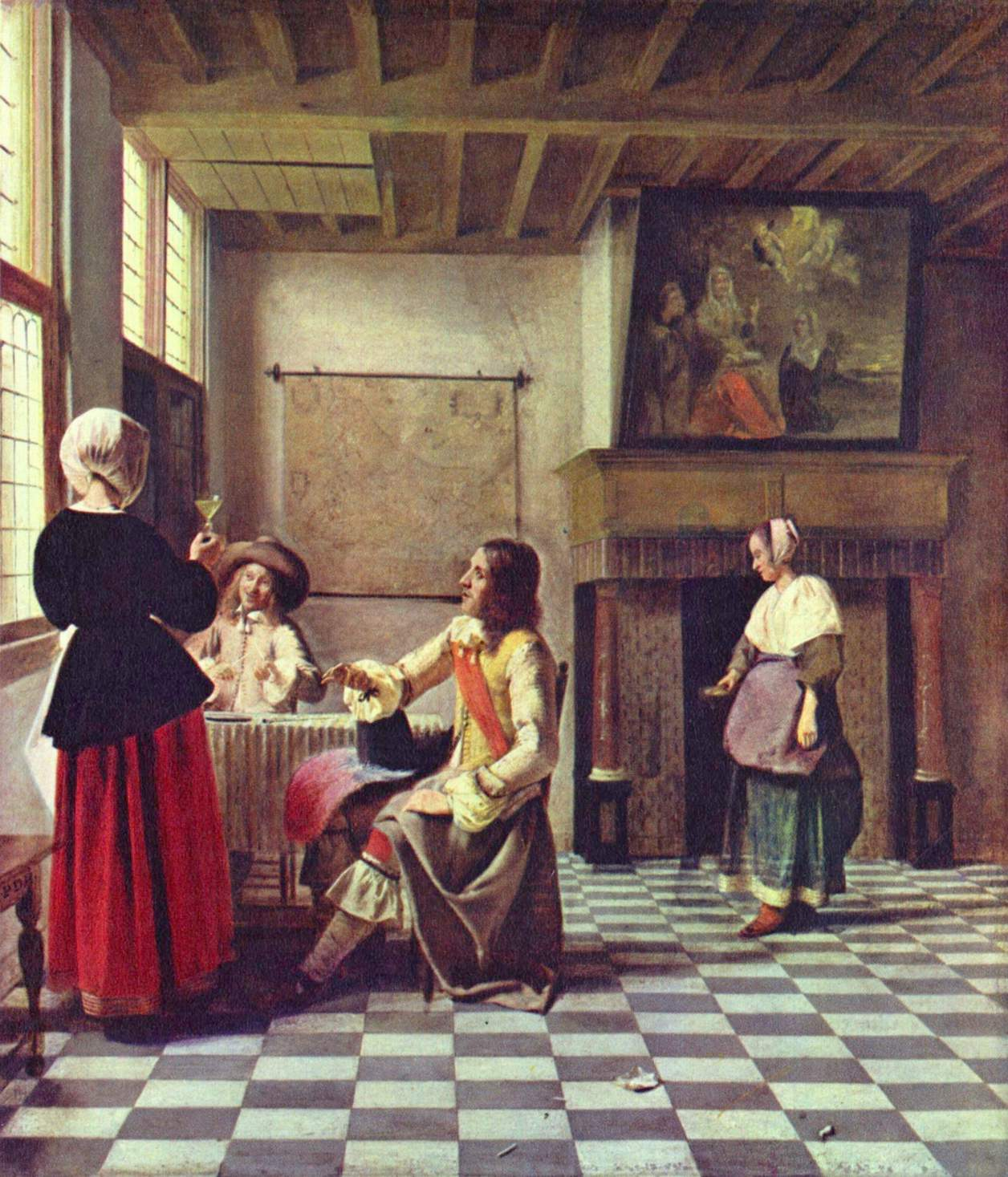
Pieter de Hooch, Pijąca kobieta z dwoma mężczyznami i służącą, ok. 1658, National Gallery w Londynie

Kielich wina albo Szklanka wina (niderl. Het glas wijn) – obraz Jana Vermeera datowany na lata 1658–1662. Berlińskie muzeum kupiło obraz w 1901 roku.
Obraz przedstawia scenę, w której mężczyzna częstuje kobietę winem (lub innym napojem), by w ten sposób ją uwieść. Oboje znajdują się w pobliżu stołu, nakrytego wielobarwnym dywanem. Dziewczyna, ubrana w różową suknię, siedzi na krześle i pije z kieliszka, mężczyzna stoi za nią i obserwuje jej reakcję. Trzyma za ucho karafkę, znajdującą się dokładnie w centrum obrazu. Karafka ta jest elementem, który pojawia się kilkakrotnie na płótnach Vermeera (Pijana dziewczyna śpiąca przy stole, Lekcja muzyki, Dama i dwóch panów). Na drugim krześle leży lutnia, a obok nuty. W tle, na ścianie, zawieszony jest obraz w stylu Alaerta van Everdingena. Z lewej strony znajdują się dwa okna, z których jedno zamknięte jest drewnianą okiennicą i przysłonięte zasłoną, a drugie, wypełnione witrażem, jest uchylone.
Obraz ten należy do grupy dzieł Vermeera, które powstały pod koniec lat 50. XVII wieku, a więc na początku dojrzałego okresu jego twórczości. Umieszczenie postaci w kącie pomieszczenia, z którego lewej strony znajduje się okno, będące źródłem światła, jest zabiegiem często stosowanym przez malarza. Taką kompozycję Vermeer zaczerpnął od Pietera de Hoocha (np. Pijąca kobieta z dwoma mężczyznami i służącą). Co więcej, Vermeer wielokrotnie przedstawiał na różnych obrazach dokładnie te same wnętrza (np. Kielicha wina i Dama i dwóch panów).
Istotnym elementem obrazu są okna. To, które znajduje się w głębi, jest zasłonięte, przez co całe pomieszczenie jest dość ciemne (przeciwieństwem jest Żołnierz i śmiejąca się dziewczyna, gdzie okno jest źródłem bardzo silnego światła). Nie jest to pozbawione głębszego sensu – być może to aluzja do fragmentu z Księgi Przysłów: droga grzeszników jak gęsty mrok albo z Księgi Hioba, gdzie ciemność jest powiązana z cudzołóstwem: Czeka na mrok cudzołożnik, mówi: „Mnie oko nie dojrzy, mrok jest zasłoną dla twarzy”.
Także drugie okno zawiera przesłanie moralne. Jest na nim witraż w kształcie czworoliścia z herbem Jannetje Vogel (zm. w latach 20. XVII wieku), pierwszej żony Mosesa Jans van Nederveen. Małżeństwo to mieszkało w domu Vermeerów lub było ich sąsiadami. Herbowi towarzyszy symboliczne przedstawienie – personifikacja Temperantii (umiarkowania), zaczerpnięta ze zbioru emblemów Nucleus Emblematum Gabriela Rollenhagena (1611). Temperantia, jedna z czterech cnót kardynalnych, przedstawiona jest z uzdą (w celu hamowania namiętności) i ekierką (aby działać sprawiedliwie). Przedstawienie to jest więc rodzajem przestrogi, która odnosi się do rozgrywającej się sceny.
Jak już zostało wspomniane, to samo pomieszczenie zostało zobrazowane w Damie i dwóch panach. Jest tam zatem ten sam witraż, który ze względu na taką samą tematykę obu płócien, ma identyczną funkcję. Na tamtym obrazie, zamiast jednego, przedstawionych jest dwóch mężczyzn, a kobieta została uchwycona w momencie, gdy nie sięgnęła jeszcze po kieliszek.